# Cribrolinoides
Cribrolinoides es un género de foraminífero bentónico de la familia Spiroloculinidae, de la superfamilia Milioloidea, del suborden Miliolina y del orden Miliolida. Su especie tipo es Quinqueloculina disparilis. Su rango cronoestratigráfico abarca desde el Plioceno hasta la Actualidad.

## Discusión
Clasificaciones más recientes han incluido Cribrolinoides en la subfamilia Cribrolinoidinae de la familia Quinqueloculinidae.

## Clasificación
Cribrolinoides incluye a la siguiente especie:
- Cribrolinoides curta
- Cribrolinoides disparilis
- Cribrolinoides namboensis

Otra especie considerada en Cribrolinoides es:
- Cribrolinoides bubnanensis, de posición genérica incierta